# Largs Bay, Nam Úc

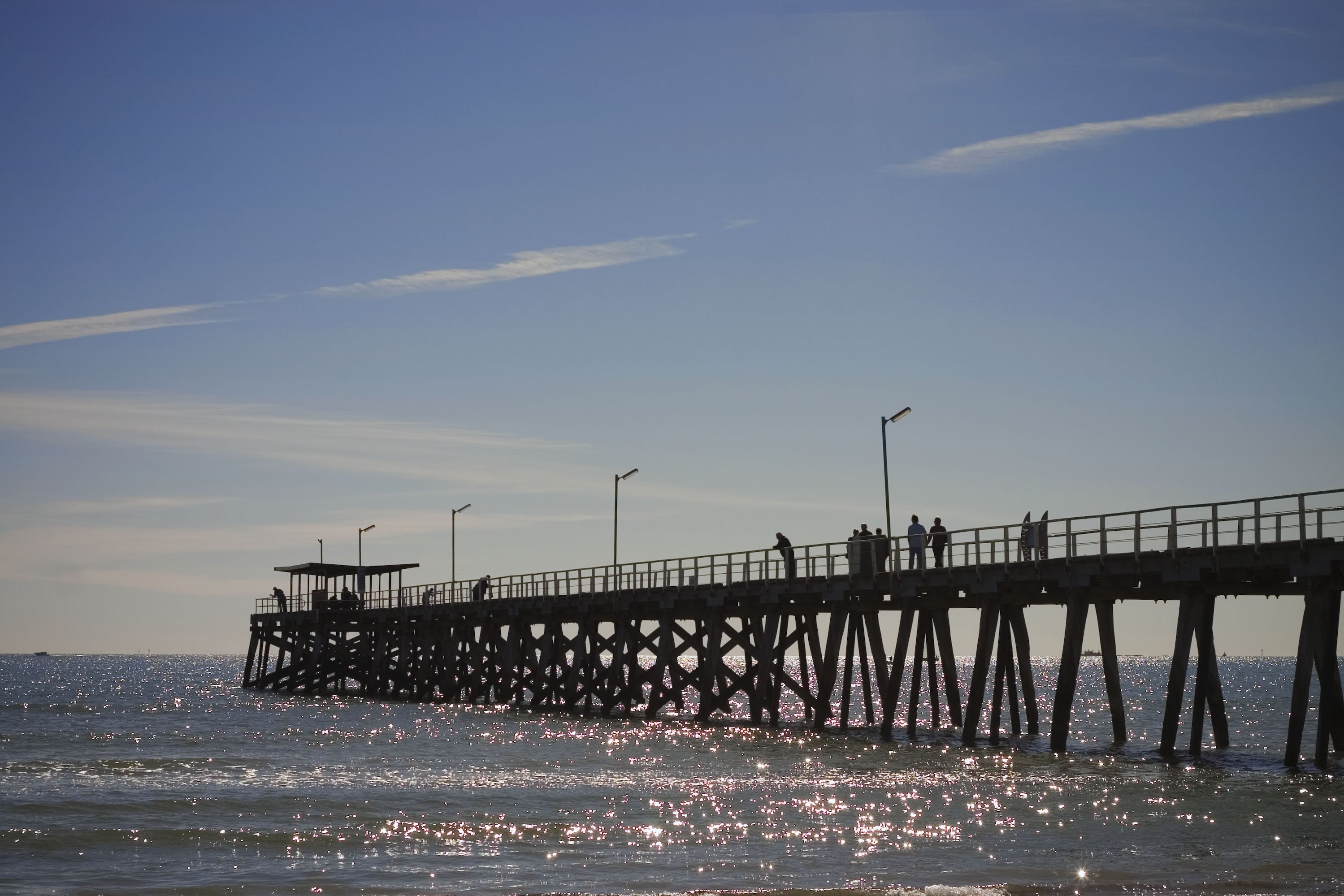
Cầu tàu Vịnh Largs ở Adelaide, Nam Úc

Largs Bay là một ngoại ô của Thành phố Port Adelaide Enfield ở miền tây bắc thành phố Adelaide, thủ đô tiểu bang Nam Úc, nước Úc. Mã bưu điện của ngoại ô là 5016. Khu vực này cách trung tâm thương mại thành phố 16 km, nằm trên bán đảo LeFevre. Các khu vực lân cận của nó gồm có Largs North, Semaphore, Exeter và Peterhead.